# Herman Auerbach
Herman Auerbach (Ternopil, 26 de outubro de 1901 — Campo de Concentração de Bełżec, 17 de agosto de 1942) foi um matemático polonês.
Foi um dos membros de liderança da Escola de Matemática de Lviv.

## Vida
Nasceu em 1901 em Ternopil, na época pertencente à Polônia e atualmente à Ucrânia, filho do doutor em direito Philipp Auerbach e Julia Auerbach. Frequentou escolas em Lodz, Ternopil e Olomouc, até 1919. Por motivos de saúde pode iniciar os estudos na Faculdade de Direito da Universidade Johann Casimir (UJK) em Lviv somente em 1921. No ano seguinte mudou seus estudos para matemática, formando-se em 1926, com doutorado em 1928 sobre curvas H-convexas.
Habilitou-se em 1935 na UJK, e foi professor em 1939 na Universidade de Lviv, até que em 1942 foi preso no Gueto de Lviv pelos nazistas, por causa de suas raízes judaicas, e assassinado em agosto do mesmo ano no Campo de Concentração de Bełżec.